# 弋江区
弋江区（よくこう-く）は、中華人民共和国安徽省蕪湖市に位置する市轄区。

## 行政区画
- 街道:中南街道、馬塘街道、瀂港街道、火竜街道、白馬街道、南瑞街道、三山街道、保定街道、竜湖街道、高安街道
- 鎮:峨橋鎮